# Klaus-Dieter Kühn

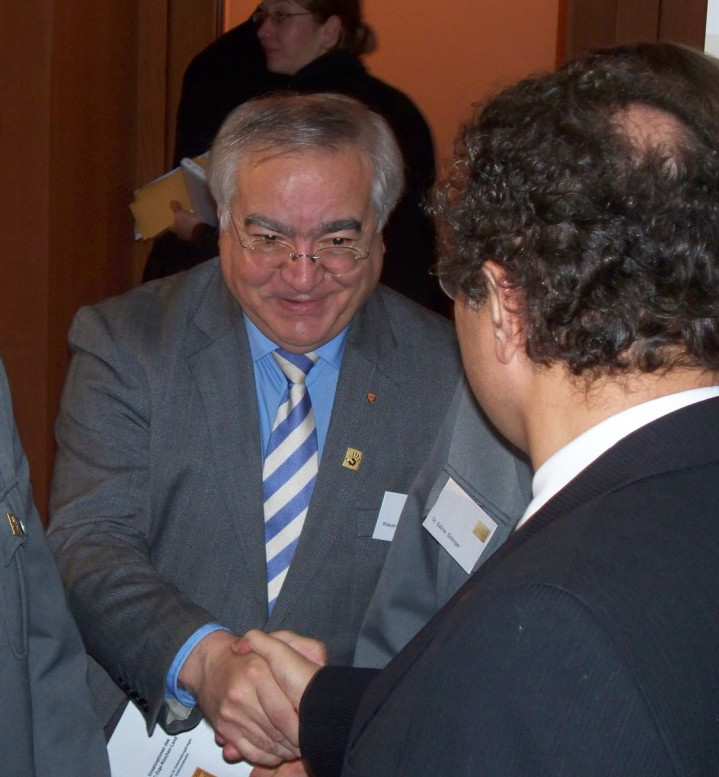
Klaus-Dieter Kühn und Hans-Peter Friedrich bei der Verleihung des Förderpreises Helfende Hand 2013

Klaus-Dieter Kühn (* 3. April 1949 in Zweidorf, Landkreis Peine; † 8. März 2023) war ein deutscher Funktionär des deutschen Bevölkerungsschutzes. Er war Vorsitzender von ARKAT, dem Bundesverband der Arbeitsgemeinschaften der Regieeinheiten/-einrichtungen im Katastrophenschutz der Bundesrepublik Deutschland e. V.

## Engagement im Bevölkerungsschutz
Klaus-Dieter Kühn begann seine ehrenamtliche Tätigkeit im Bevölkerungsschutz 1972 in einer Regieeinheit des Sanitätsdienstes in Braunschweig. Von 1983 bis 1989 war er dort Bereitschaftsführer der 1. Sanitätsbereitschaft und von 1990 bis 1995 Leiter der Soforteinsatzgruppe. Darüber hinaus leitete er von 1990 bis 1995 die Technische Einsatzleitung. In dieser Zeit war er an der Fortentwicklung von Strukturen und Technik im Sanitätsdienst des deutschen Katastrophenschutzes, zum Beispiel an der Entwicklung eines neuartigen 4-Tragen-Krankentransportwagens, beteiligt.
Seit 1988 war Klaus-Dieter Kühn Vorsitzender des Bundesverbands der Arbeitsgemeinschaften der Regieeinheiten/-einrichtungen im Katastrophenschutz der Bundesrepublik Deutschland e. V. (ARKAT), der Interessenvertretung der Regieeinheiten, die 1990 im Gesetz über die Erweiterung des Katastrophenschutzes als eine der Spitzenorganisationen des deutschen Bevölkerungsschutzes anerkannt wurde. Zuvor war er ab 1985 Vorsitzender des Landesverbands Niedersachsen von ARKAT.
Im Jahr 1991 wurde er in den Beirat für die Erweiterung des Katastrophenschutzes beim Bundesminister des Innern, 1997 in die Ständige Konferenz für Katastrophenvorsorge und Katastrophenschutz berufen. 1998 folgte er Paul Wilhelm Kolb als Präsident des Schutzforums nach. Ab 1999 war er Mitglied des Deutschen Komitees Katastrophenvorsorge.

## Berufliche Tätigkeit
Beruflich war Klaus-Dieter Kühn, der Maschinenbau studierte, in der Leitung der Technischen Universität Braunschweig Referent für den wissenschaftlichen Dienst. Er war Geschäftsführer der ForschungRegion Braunschweig e. V. und später dort Sprecher des Technologietransferkreises.

## Weiteres ehrenamtliches Engagement
Klaus-Dieter Kühn war 1. Vizepräsident der Deutsch-Japanischen Gesellschaft, Region Braunschweig–Peine–Wolfsburg.

## Auszeichnungen
Klaus-Dieter Kühn wurde für sein ehrenamtliches Engagement im Bevölkerungsschutz 2013 das Bundesverdienstkreuz am Bande verliehen.